# ペニシリン結合タンパク質
ペニシリン結合タンパク質（ペニシリンけつごうたんぱくしつ、英: penicillin-binding protein; PBP）とは、細菌の産生する酵素群でβラクタム系抗生物質と結合すると酵素機能が阻害されるタンパク質である。
ペニシリン結合タンパク質（以下PBPと略す）は真正細菌の細胞質膜に存在する酵素群で細胞壁のペプチドグリカン合成の最終段階に作用する。大腸菌では7種類のPBPが存在する。4種類の高分子量(6万～9万)PBPはトランスグリコシラーゼとトランスペプチダーゼの二つの酵素活性を持ち細胞の伸長や隔壁形成に作用する。3種類の低分子量（4万～5万）PBPはD-アラニンカルボキシペプチダーゼ活性を持つ。
高分子量PBPのトランスペプチダーゼ活性中心ならびに低分子量PBPのD-アラニンカルボキシペプチダーゼ活性中心はいずれもセリン残基を持ち、βラクタム系抗生物質はペニシリンもセファロスポリンもこのセリン残基に結合することで酵素阻害作用を発現する。
耐性菌の発生はいろいろな機序で発生するがPBPの基質特異性が変化してβラクタム系抗生物質との結合能が低下することで発生する場合もある。